# Bill Whiteside
William Whiteside (Estados Unidos, 31 de agosto de 1999), más conocido como Bill Whiteside, es un jugador profesional estadounidense de rugby que se desempeña en la posición de pilar derecho en Old Glory DC, equipo perteneciente a la liga Major League Rugby.

## Carrera
En 2022, Whiteside se unió al equipo Rugby New York (2022-2023), después pasó a Old Glory DC, con el cual disputa su segunda temporada en la Major League Rugby.